# Ruvu
Le Ruvu (autrefois : Kingani) est un fleuve du Pwani à l'est de la Tanzanie. Son bassin est de 18 078 km². Il s'écoule sur 285 kilomètres.

## Géographie
Il prend sa source aux Monts Uluguru et se jette dans l'océan Indien près de Bagamoyo. Il traverse les villes de Mwana, Ruvu et Bagamoyo.

## Affluents
- Gauche: Ngeregere
- Droit: Mgeta